# Eero Lehtonen
Eero Reino Lehtonen (ur. 21 kwietnia 1898 w Mikkeli, zm. 9 listopada 1959 w Helsinkach) – fiński lekkoatleta, dwukrotny mistrz olimpijski w pięcioboju lekkoatletycznym.
Na igrzyskach olimpijskich w 1920 w Antwerpii Lehtonen zdecydowanie zwyciężył w pięcioboju lekkoatletycznym (na który składały się skok w dal, rzut dyskiem, bieg na 200 metrów, rzut oszczepem oraz bieg na 1500 metrów). Na tych samych igrzyskach zajął 16. miejsce w eliminacjach skoku w dal i nie dostał się do finału. Startował także w dziesięcioboju, ale go nie ukończył.
Na igrzyskach olimpijskich w 1924 w Paryżu obronił tytuł mistrzowski w pięcioboju, ale przyszło mu to z trudnością. W pierwszej konkurencji, skoku w dal, Amerykanin Robert LeGendre ustanowił rekord świata wynikiem 7,76 m. Po czterech konkurencjach Lehtonen miał tylko 1 punkt przewagi nad Węgrem Elemérem Somfayem (w pięcioboju każdy punkt był przyznawany za miejsce w danej konkurencji; zwyciężał zawodnik z najmniejszą łączną liczbą punktów). Gdyby Somfay wygrał bieg na 1500 metrów, zostałby mistrzem olimpijskim. Tę konkurencję wygrał jednak Lehtonen przed Somfayem i w ten sposób ponownie zdobył złoty medal. Gdyby stosowano punktację dziesięciobojową, mistrzem byłby LeGendre. Lehtonen startował na tych igrzyskach również w sztafecie 4 x 400 m, która odpadła w eliminacjach.
Pięciobój nie był przewidziany w programie następnych igrzysk olimpijskich w 1928 w Amsterdamie, co skłoniło Lehtonena do zakończenia kariery sportowej. Oprócz sukcesów olimpijskich był także mistrzem Finlandii w skoku w dal w 1920.
W 1984 odsłonięto brązowy posąg Lehtonena w parku w jego rodzinnym mieście – Mikkeli.